# Cantó de Maisons-Alfort-Sud
El cantó de Maisons-Alfort-Sud és un antic cantó francès del departament de Val-de-Marne, que estava situat al districte de Créteil. Comptava amb part del municipi de Maisons-Alfort.
Al 2015 va desaparèixer i el seu territori va passar a formar part del nou cantó de Maisons-Alfort.

## Municipis
- Maisons-Alfort (part)

## Història
| Data d'elecció                           | Identitat            | Partit              | Qualitat |
| ---------------------------------------- | -------------------- | ------------------- | -------- |
| 1967-1989                                | René Nectoux         | RI, després UDF-PR  |          |
| 1989-1998                                | Michel Herbillon     | UDF                 |          |
| 1998-2011                                | François Duluc       | UDF-DL, després UMP |          |
| 2011-                                    | Marie-France Parrain | UMP                 |          |
| les dades anteriors no són pas conegudes |                      |                     |          |
|                                          |                      |                     |          |

## Demografia
| A partir de 1990: Població sense dobles comptes |